# Théologie féministe

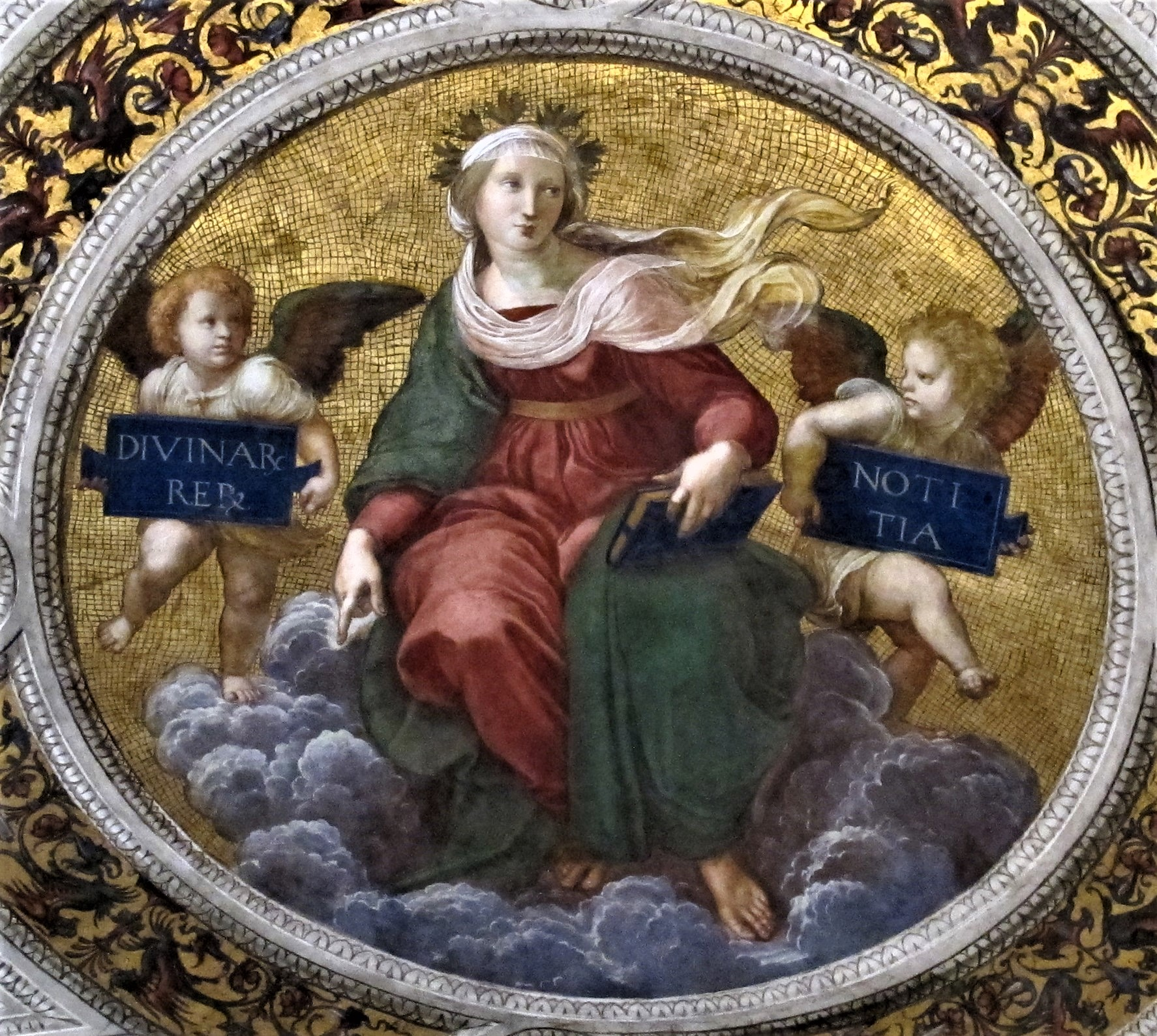
Allégorie de la théologie, définie par l'inscription soutenue par les deux chérubins comme Divina[rum] [Rer]um Notitia, c'est-à-dire révélation des choses divines (Raphaël, Musée du Vatican, XVIe siècle)

La théologie féministe est un courant né au sein du christianisme, du judaïsme, de l'islam, ou d'autres religions, qui questionne et étudie les traditions, pratiques, écritures et théologies de ces religions dans une perspective féministe.
La théologie féministe vise à étudier dans une perspective théologique et historique scientifique le rôle des femmes dans les textes sacrés des religions et au sein de leur milieu religieux d'origine. Elle favorise également une réinterprétation du rôle des femmes qui peut être véhiculé dans l'imagerie et les propos religieux à dominante patriarcale.

## Présentation

### Christianisme
Parmi les théologies féministes nées dans la tradition chrétienne, il peut être utile de distinguer les théologies explicitement chrétiennes, qui entendent transformer la théologie de l'intérieur, d'autres théologies féministes qui voient dans le christianisme un système intrinsèquement patriarcal et s'en éloignent, élaborant ainsi des théologies féministes « post-chrétiennes » voire « anti-chrétiennes ».
Les travaux qualifiés de théologie féministe en France apparaissent à la suite du concile Vatican II, en lien avec le féminisme à partir des années 1960. Les travaux s’inspirent des réflexions développées dans le mouvement socio-culturel du féminisme historique. À la suite du concile, la question des femmes dans les Églises est l'un des premiers sujets de débat.  Le Conseil œcuménique des Églises organise des groupes de travail et des commissions sur la place des femmes dans les communautés chrétiennes.
Ces travaux comportent une dimension spécifiquement biblique : l'exégèse féministe qui vise, selon Elisabeth Schüssler Fiorenza, à « reconstruire l'histoire chrétienne primitive des femmes » pour éviter que « les traditions et les textes bibliques formulés et codifiés par les hommes [restent] une source d'oppression pour les femmes ».
En 1967, Yvonne Pellé-Douël publie l'ouvrage intitulé Être femme.
Le travail théologique va au delà des rapports psychologiques entre hommes et femmes, et questionne la théologie mariale, les théologies « de la femme », ou « de la féminité ». Le premier écrit francophone sur ce sujet est un travail doctoral réalisé par Kari Elisabeth  Børressen en 1968. Dans ce travail de théologie, l'auteure soutient la thèse selon laquelle la théologie morale catholique n'est pas adaptée à l’époque contemporaine, et elle replace le legs intellectuel d’Augustin d’Hippone et de Thomas d’Aquin dans les catégories intellectuelles et les représentations de leur époque.
L’association Femmes et hommes dans l’Église, aboutit à une résolution sur la place des femmes dans les ministères de l’Église et demande aux pères synodaux l’égalité pleine et entière des baptisés des deux sexes.
Aux États-Unis, les travaux de Mary Daly (The Church and the Second Sex) publiés en 1968 sont considérés comme précurseurs.